# Pierpont Morgan Library

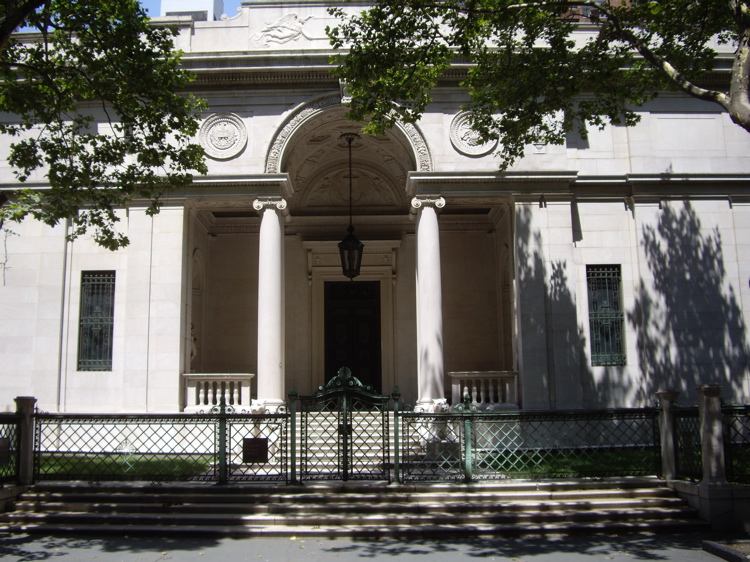
La Pierpont Morgan Library

La Pierpont Morgan Library, també anomenada The Morgan Library & Museum és una biblioteca de recerca i un museu fundat per J. P. Morgan, Jr. en memòria del seu pare John Pierpont Morgan. La biblioteca i el museu es troben a la Madison Avenue a l'altura del carrer 36, al barri de Murray Hill de Manhattan a New York als Estats Units. El 2005-2006, el seu director era Charles E. Pierce.

## Arquitectura
El conjunt es compon de tres edificis dels quals la construcció es va estendre de 1852 a 1928:
- la vil·la de John Pierpont Morgan (1837-1913);
- una biblioteca de la qual els plànols van ser concebuts el 1906 per l'arquitecte Charles Follen McKim, inspirada en l'arquitectura del Renaixement; s'inspira en el palau del Te de Màntua;
- un annex transformat el 1928, segons els plànols de Benjamin Wistar Morris, que va treballar també al complex del Rockefeller Center.

Un quart edifici ha estat construït sobre els plànols de l'arquitecte italià Renzo Piano; va obrir les portes al públic el 29 d'abril de 2006 i ha costat 106 milions de dòlars. S'hi troben, al subsòl les reserves i un auditori de prop de 300 places. Aquesta ampliació permet duplicar la superfície de la institució, 14000 m² el 2006.

## Col·leccions
La col·lecció compta amb 350.000 peces, destacant una Bíblia de Gutenberg, un manuscrit de la mà de Mozart, cartes il·lustrades de Vincent van Gogh o fins i tot el conjunt de gravats de Rembrandt més gran conservat als Estats Units. S'hi poden trobar també partitures de Mozart, el manuscrit original d'Eugénie Grandet de Honoré de Balzac (que havia ofert a la Mme. Hanska), joies, peces d'orfebreria o una col·lecció de segells cilíndrics mesopotàmics.
Sobresurt així mateix un dels manuscrits del Comentari a l'Apocalipsi escrit per Beat de Liebana i il·lustrat per Maius o Magius, l'anomenat Beatus Morgan
També s'hi conserven testimonis importants de l'art català medieval, com ara l'anomenat Políptic Morgan, atribuït a l'entorn de Ferrer Bassa.